# Paul Kunze (Maler)
Karl Otto Fritz Paul Kunze (* 3. Mai 1892 in Bremerhaven; † 6. Oktober 1977 ebenda) war ein deutscher Kunsterzieher, Maler und Graphiker.

## Leben
Kunze war Sohn eines Tierarztes und einer Schauspielerin. Nach dem Abitur (1911) studierte er an der Akademie der Bildenden Künste München und der Kgl. Kunstschule Berlin (1913/14). In Berlin bestand er das Zeichenlehrer-Examen für höhere Schulen. Im Ersten Weltkrieg diente er als Matrosen-Artillerist bei der Kaiserlichen Marine in Kiel. Danach war er Zeichenlehrer in Bad Berka und Torgau (1920–1924). Nachdem er in Leipzig die Prüfung für den Werkunterricht abgelegt hatte, unterrichtete er als Kunsterzieher in Stade. 1928 wurde er am Geestemünder Reformrealgymnasium (ab 1950 Wilhelm-Raabe-Schule) als Kunsterzieher und Sportlehrer eingestellt; dort war der Junggeselle noch weit über seine Pensionierung (1957) hinaus bis 1968 tätig. Von 1928 bis 1939 leitete er die Ruder-Arbeitsgemeinschaft seiner Schule. 1946–1948 unterrichtete er auch Kunst am Pädagogischen Seminar von Walter Zimmermann. Gleich nach dem Zweiten Weltkrieg widmete er sich der Arbeit im Kunstverein Bremerhaven, dessen Ehrenmitglied er 1970 wurde. Er bereicherte als Kustos die Sammlungen, organisierte Ausstellungen und Führungen und setzte sich für den Bau der 1964 fertiggestellten Kunsthalle Bremerhaven ein. Als wichtiger Künstler im Elbe-Weser-Dreieck stellte er auch im Ausland aus. Seine Werke befinden sich z. T. im Besitz der Kunsthalle Bremerhaven und eines Kunsthändlers in Kirchwistedt.

„Er bevorzugte eine expressive Formensprache, die ins Surreale und bis in die Ungegenständlichkeit hinein reicht. Er pflegte viele Techniken, neben Holzschnitten, die er anfangs bevorzugte, auch Aquarelle, Ölbilder und Kaltnadelarbeiten. Bekanntheit erlangte er u. a. durch Reise- und lokale Hafenbilder sowie durch Porträts, so des mit ihm befreundeten Tanzpädagogen Hermann Grauerholz, für den er auch Bewegungsstudien zeichnete.“